# Pajacuarán (kommun)
Pajacuarán är en kommun i Mexiko.   Den ligger i delstaten Michoacán de Ocampo, i den centrala delen av landet, 400 km väster om huvudstaden Mexico City.
Följande samhällen finns i Pajacuarán:
- Pajacuarán
- Tecomatán
- El Chacolote
- Los Quiotes
- Las Malvinas
- Los Dolores
- Fray Domínguez